# Thylodrias contractus
Thylodrias contractus is een keversoort uit de familie spektorren (Dermestidae). De wetenschappelijke naam van de soort werd in 1839 gepubliceerd door Victor Ivanovitsch Motschulsky.